# Castelmayran
Castelmayran ist eine französische Gemeinde mit 1.191 Einwohnern (Stand: 1. Januar 2022) im Département Tarn-et-Garonne in der Region Okzitanien (vor 2016: Midi-Pyrénées). Sie gehört zum Arrondissement Castelsarrasin und zum Kanton Garonne-Lomagne-Brulhois (bis 2015: Kanton Saint-Nicolas-de-la-Grave). Die Einwohner werden Castelmayranais genannt.

## Geografie
Castelmayran liegt etwa 25 Kilometer westlich von Montauban und etwa fünf Kilometer westlich von Castelsarrasin an der Sère. Die Garonne durchquert zwei Exklaven der Gemeinde. Umgeben wird Castelmayran von den Nachbargemeinden Saint-Nicolas-de-la-Grave im Norden und Nordwesten, Castelsarrasin und Saint-Aignan im Osten, Castelferrus im Südosten, Garganvillar und Angeville im Süden sowie Caumont im Westen.

## Bevölkerungsentwicklung
| 1962                      | 1968 | 1975 | 1982 | 1990 | 1999 | 2006 | 2013 |
| 593                       | 713  | 699  | 680  | 771  | 818  | 919  | 1162 |
| Quelle: Cassini und INSEE |      |      |      |      |      |      |      |

## Sehenswürdigkeiten

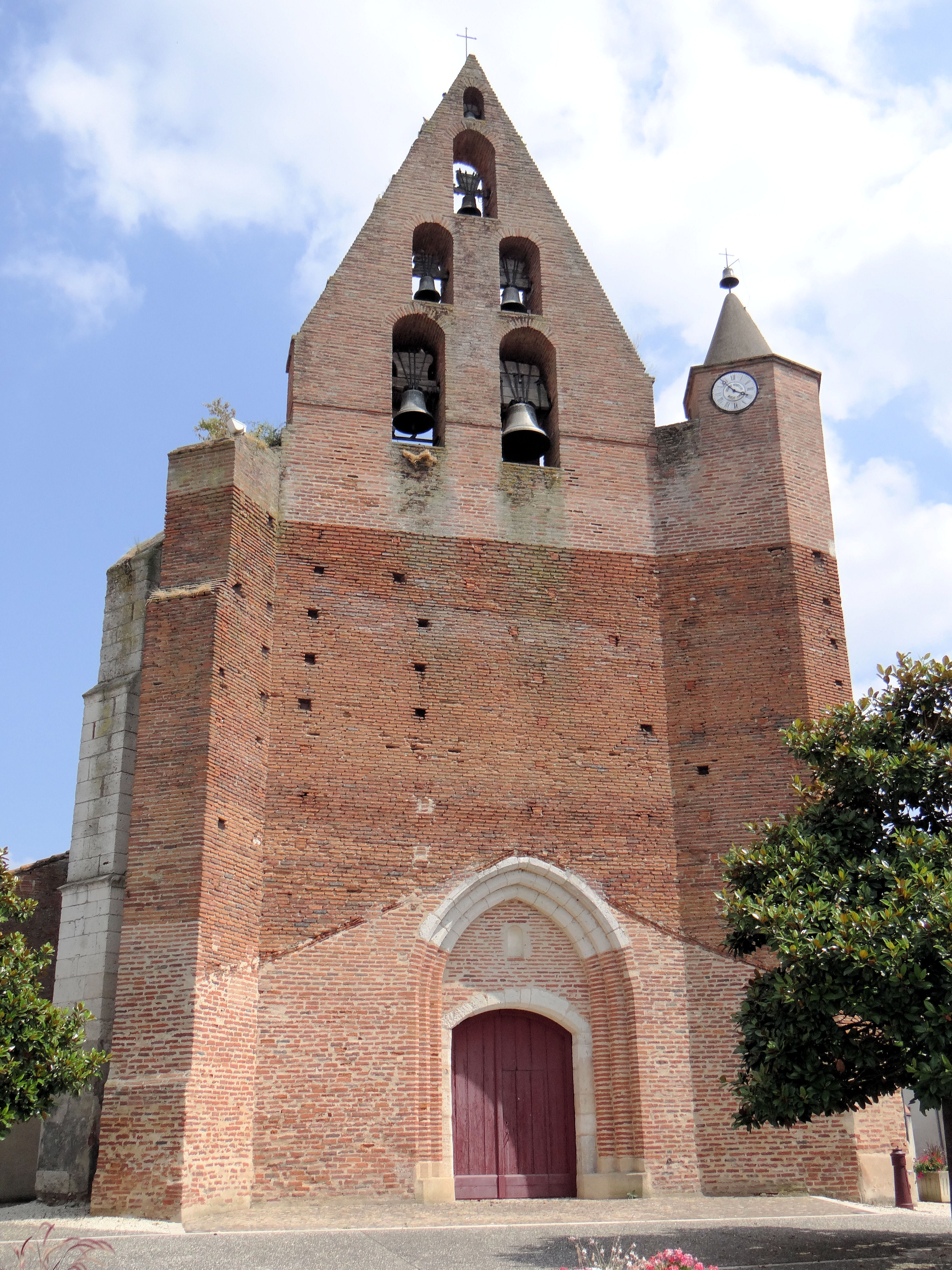
Kirche Saint-Maffre

- Kirche Saint-Maffre
- Waschhaus